# Bomolochus soleae
Bomolochus soleae är en kräftdjursart som beskrevs av Claus 1864. Bomolochus soleae ingår i släktet Bomolochus och familjen Bomolochidae. Inga underarter finns listade i Catalogue of Life.